# Tarbut

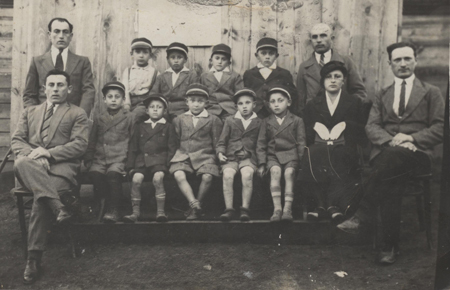
Dzieci ze szkoły Tarbutu w Wiźnie

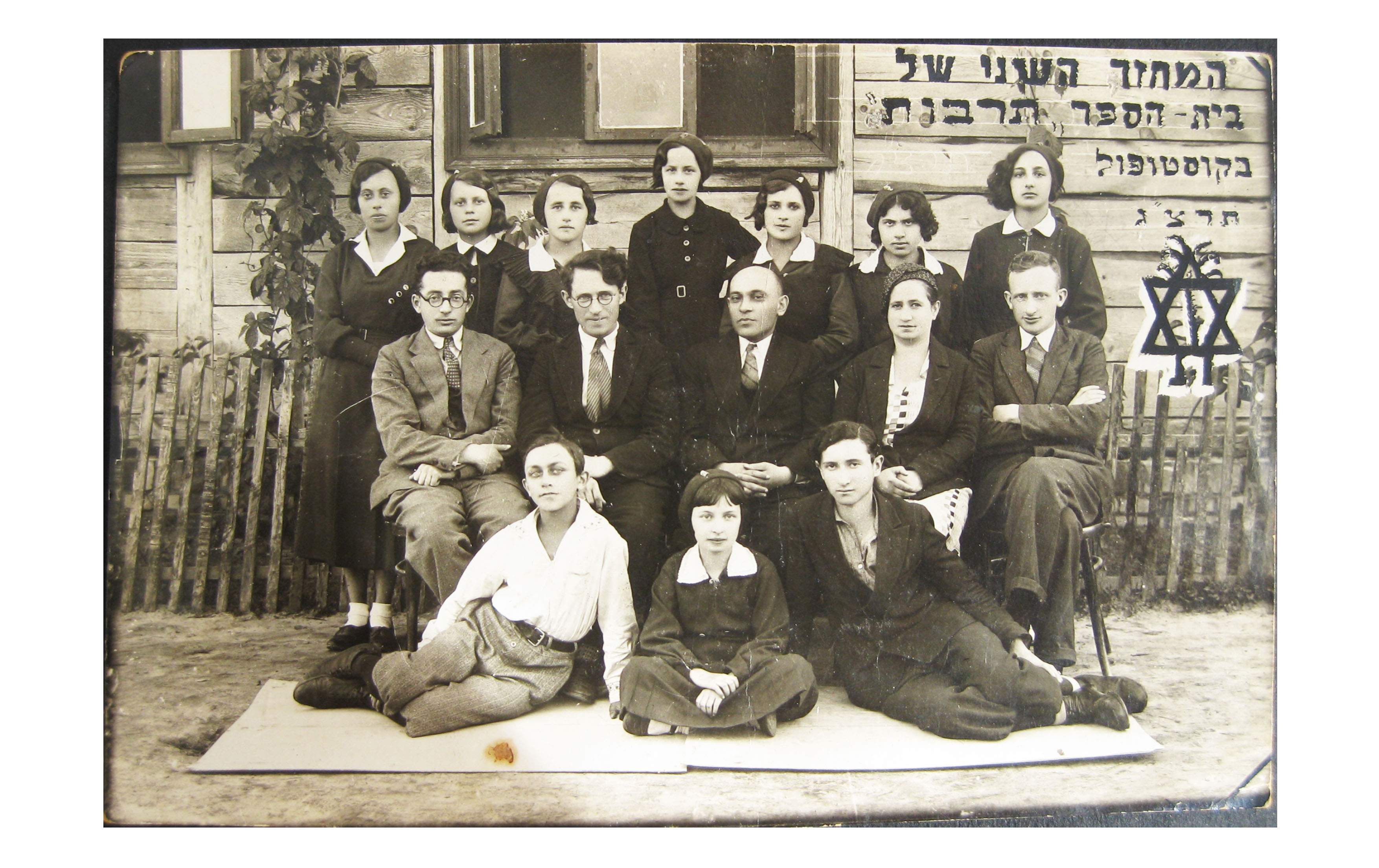
Uczniowie szkoły Tarbutu w Kostopolu (1933)

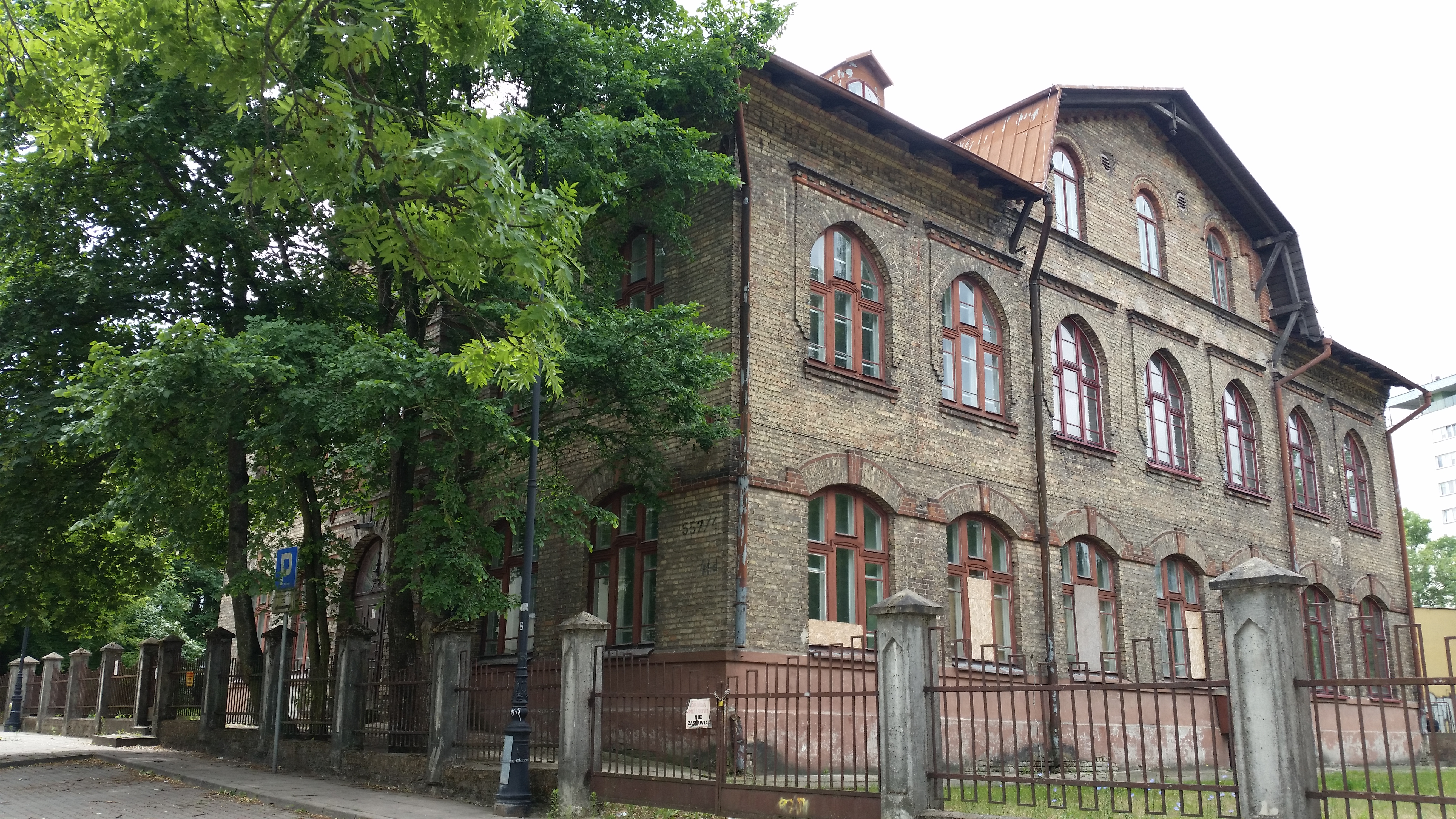
Budynek dawnej szkoły Tarbutu przy ulicy Lipowej 41D w Białymstoku

Żydowskie Stowarzyszenie Kulturalno-Oświatowe „Tarbut” (hebr. ‏תרבות‎, pol. kultura) – żydowska, syjonistyczna organizacja oświatowa, działająca w Polsce w latach 1922–1942. Szkoły Tarbutu były szkołami świeckimi z językami wykładowymi hebrajskim i polskim.

## Historia
Organizacja została założona w Rosji w 1917 roku, została jednak niedługo później rozwiązana przez władze bolszewickie. Organizacja kontynuowała następnie działalność w innych krajach Europy Środkowo-Wschodniej, przede wszystkim w Polsce.
Żydowskie Stowarzyszenie Kulturalno-Oświatowe „Tarbut” zostało założone w 1922 roku i przejęło zadania Kuratorium Oświatowego Organizacji Syjonistycznej w Polsce. Pierwszym przewodniczącym organizacji został Ozjasz Thon. Organizacja zajmowała się prowadzeniem instytucji na każdym poziomie wiekowym, były to przedszkola, szkoły podstawowe, gimnazja oraz szkoły wieczorowe i jedno seminarium nauczycielskie. Za wzorcową szkołę organizacji było uważane Gimnazjum Hebrajskie w Wilnie. Od 1928 roku organizacja współpracowała z Żydowskim Funduszem Narodowym, organizacja była jednak krytykowana przez przedstawiciela ŻFN Natana Agmona, który oskarżał Tarbut o zachęcanie wychowanków do asymilacji z dala od kultury jiszuwu.
Program organizacji zakładał edukację świecką, ale osadzoną w kulturze żydowskiej, która ukazywana była jednak z punktu widzenia narodowego, a nie religijnego. Edukacja miała charakter syjonistyczny, nauczano m.in. języka hebrajskiego w wymowie sefardyjskiej oraz współczesnej literatury hebrajskiej. Zajęcia związane z kulturą żydowską prowadzone były po hebrajsku, a przedmioty świeckie po polsku. Część gimnazjów Tarbutu posiadała uprawnienia państwowe do przeprowadzania egzaminów maturalnych. W 1923 roku do szkół prowadzonych przez Tarbut uczęszczało 30 tysięcy uczniów.
W roku szkolnym 1934/1935 w szkołach Tarbutu uczyło się 37 tysięcy uczniów, a organizacja prowadziła 72 przedszkola, 149 szkół podstawowych, 9 szkół średnich, 1 szkołę rolniczą oraz 4 szkoły wieczorowe. Gershon Bacon podaje, że w 1937 roku organizacja prowadziła 269 szkół, do których uczęszczało 44 380 uczniów. Była to wówczas druga pod względem wielkości żydowska organizacja oświatowa w Polsce, po organizacji Chorew prowadzonej przez Agudat Israel. Czesne za uczęszczanie do szkół Tarbutu było zazwyczaj wysokie, szkoły te były więc uznawane za elitarne. Pod koniec lat 30. XX wieku, we współpracy z Towarzystwem Ochrony Zdrowia oraz Jointem w szkołach prowadzono dożywianie dzieci. 
Organizacja kontynuowała działalność po wybuchu II wojny światowej, od grudnia 1939 roku w placówkach Tarbutu w Warszawie prowadzono kuchnie TOZu wydające posiłki dla dzieci. Przy kuchniach dawni nauczyciele szkół Tarbutu prowadzili zajęcia wychowawcze dla dzieci, ucząc ich języka hebrajskiego oraz śpiewu. Działalność tą kontynuowano również po zamknięciu getta warszawskiego. 
We wrześniu 1940 roku przedstawiciele Tarbutu weszli w skład Komisji Porozumiewawczej dawnych organizacji szkolnych, która planowała odtworzenie legalnych lub półlegalnych żydowskich szkół w Warszawie. W listopadzie 1940 roku powstała w Warszawie Rada Szkolna, w skład której z ramienia Tarbutu weszli Menachem Kirszenbaum, Lejzor Lipa Bloch i Szaul Rosenblum. Organizacja planowała utworzenie sieci tajnego nauczania przy kuchniach dziecięcych. W styczniu 1941 roku planowano otwarcie trzech szkół podstawowych, nie doszło do tego jednak z powodu sprzeciwu ze strony CENTOSu, który przejął prowadzenie wszystkich kuchni dziecięcych w getcie. 
1 października 1941 roku w getcie warszawskim otwarto trzy konspiracyjne szkoły Tarbutu: przy Nowolipkach 68, Nowolipkach 22 i Prostej 8, później otwarto jeszcze jedną szkołę. Jesienią 1941 roku otwarto także gimnazjum Tarbutu, które realizowało program gimnazjum ogólnokształcącego z dodatkowymi przedmiotami judaizmu, historii Żydów, Biblii i palestynoznawstwa. Wśród nauczycieli gimnazjum był m.in. Michał Brandstätter, a dyrektorem był Natan Eck. Lekcje gimnazjum prowadzono początkowo w kuchni ludowej przy ulicy Leszno 29, a następnie w kuchni przy Nowolipkach 68. Od połowy 1941 roku Edmund Stein prowadził również kurs nauk judaistycznych w języku hebrajskim dla dorosłych, zajęcia prowadzono w kuchni Tarbutu przy ulicy Leszno 42. Działacze i nauczyciele Tarbutu pracowali również w półinternatach prowadzonych przez CENTOS.
W getcie warszawskim Tarbut prowadził również działalność kulturalną, jego działacze prowadzili wykłady dla dzieci, a wychowankowie prowadzili występy w języku hebrajskim. Kres działalności organizacji przyniosła wielka akcja likwidacyjna.